# Springdale, Utah
Springdale este o municipalitate de ordin doi, un târg (sau orășel, în engleză town) cu 457 de locuitori situat în comitatul Washington, din statul Utah, Statele Unite ale Americii. Orașul se află în apropiere de Parcul Național Zion.